# Феофіл II
Патріарх Феофіл ІІ (грец. Πατριάρχης Θεόδωρος Β΄) — Папа і Патріарх Александрійський і всієї Африки, предстоятель Александрійської православної церкви між 1010 та 1020 роками. 

## Життєпис
Очолював Александрійську православну церкву в часи гонінь християн ісмаїлітським халіфом із династії Фатімідів Аль-Гакіма-бі-Амрі-Алла, який конфісковував землі християнських монастирів. У ці роки Феофіл ІІ мешкав у Константинополі, де намагався знайти підтримку у Візантійського імператора Василій II Болгаробійця. 
Феофіл ІІ примирив Візантійського імператора Василія II Болгаробійцю (975-1025) та Константинопольського патріарха Сергія II Студитита (999—1019), за що Александрійському патріарху було присвоєно звання «Суддя Всесвіту» (грец. Κριτής της Οικουμένης), з правом носити митру та другу єпитрахиль.